# Якуба, Антон Гурьевич
Анто́н Гу́рьевич Яку́ба (27 ноября [10 декабря] 1907 — 10 мая 1985) — советский солдат, Герой Советского Союза (1945), участник Великой Отечественной войны в должности стрелка 610-го стрелкового полка 203-й стрелковой дивизии 53-й армии 2-го Украинского фронта, красноармеец.

## Биография
Родился 27 ноября (10 декабря — по новому стилю) 1907 года в селе Малая Белозёрка ныне Васильевского района Запорожской области в семье крестьянина. Украинец.
Окончил начальную школу. Работал в колхозе. Находился на оккупированной территории.
В сентябре 1943 года призван в Красную Армию и направлен в 610-й стрелковый полк 203-й стрелковой дивизии. С того же времени он на фронте. В составе 12-й и 6-й армий Юго-Западного (с октября 1943 года — 3-го Украинского) фронта участвовал в боях на Днепре, освобождении юга Украины в ходе Никопольско-Криворожской, Березнеговато-Снигирёвской и Одесской операций. С июля 1944 года — на 2-м Украинском фронте. Форсировал Днестр во время Ясско-Кишинёвской операции, затем воевал на территории Румынии и Венгрии.
В ходе наступления на Будапешт войска 53-й армии, в состав которой входила 203-я стрелковая дивизия, к концу октября 1944 года вышли к реке Тиса.
В ночь на 7 ноября 1944 года красноармеец Якуба в составе штурмовой роты переправился через реку в районе населённого пункта Шаруд (Венгрия). Он первым ворвался в траншею врага, забросал гитлеровцев гранатами и захватил пулемёт. Развернув его в сторону противника, Якуба уничтожил до 30 венгерских и немецких солдат. Когда в бою выбыл из строя командир роты, Якуба принял командование на себя и в течение четырёх часов удерживал занятый рубеж. Ведя бой в окружении, рота отбила несколько контратак превосходящего по силам противника, уничтожив при этом около 30 вражеских солдат и двух офицеров, гранатами вывела из строя два бронетранспортёра. Плацдарм был удержан до подхода основных сил полка.
Указом Президиума Верховного Совета СССР от 24 марта 1945 года за мужество, отвагу и героизм, проявленные в борьбе с немецко-фашистскими захватчиками, красноармейцу Якубе Антону Гурьевичу (в Указе — Гуриновичу) присвоено звание Героя Советского Союза с вручением ордена Ленина и медали «Золотая Звезда» (№ 8754).
В дальнейшем он принимал участие в Братиславско-Брновской и Пражской операциях. В июле 1945 года 53-я армия, в которой воевал А. Г. Якуба была переброшена в Монголию и в составе войск Забайкальского фронта участвовала в разгроме японских войск в ходе Хингано-Мугденской операции.
В октябре 1945 года Якуба демобилизован. Вернулся на родину. Работал бригадиром, заведующим фермой в совхозе «Знамя». Член КПСС с 1949 года.
Умер 10 мая 1985 года.

## Награды
- Медаль «Золотая Звезда» Героя Советского Союза (24.03.1945; № 8754);
- орден Ленина (24.03.1945);
- орден Отечественной войны I степени;
- медали.

## Память
- В Запорожье (Украина) на Аллее Славы имя А. Г. Якуба увековечено на стеле в списке с другими Героями.
- В городе Васильевке Запорожской области установлен памятный знак.